# Martín Bogado
Pour les articles homonymes, voir Bogado.
Pas d'image ? Cliquez ici

a Compétitions nationales et continentales officielles uniquement.

b Matchs officiels uniquement.
Dernière mise à jour le 30 septembre 2023.
Martín Bogado, né le 29 avril 1998 à Posadas (Argentine), est un joueur international argentin de rugby à XV. Il occupe le poste d'arrière, mais aussi celui d'ailier.
Il est sélectionné parmi les trente-trois joueurs argentins disputant la Coupe du monde 2023.

## Biographie

### Carrière en club
Martín Bogado a commencé la pratique du rugby à XV à l'âge de treize ans après avoir un temps joué au football, et a été formé dans son club local de Centro de Cazadores, à Posadas. À l'âge de dix-huit ans, pour s'ouvrir de nouvelles perspectives, il rejoint le Jockey Club Córdoba, l'un des clubs ayant fourni le plus d'internationaux argentins. Il commence sa carrière au sein de la Súperliga Americana de Rugby avec le club paraguayen des Olimpia Lions (devenu Yacare XV ensuite), puis parmi les Jaguares XV. Cette première expérience professionnelle dure deux saisons.
En 2022, sa carrière prend une nouvelle dimension lorsqu'il signe avec l'Aviron bayonnais un contrat de trois mois en tant que joker médical à la suite de la blessure d'Arthur Duhau. Arrière d'origine, il y est aussi employé comme ailier et développe une certaine polyvalence. Très apprécié du club comme des supporters, il se voit offrir une prolongation de son contrat, qu'il décline pour s'engager avec l'équipe néo-zélandaise des Highlanders dans le Super Rugby Pacific,.

### Carrière internationale
Durant le mois d'octobre 2021, Martín Bogado dispute l'Americas Pacific Challenge avec l'équipe d'Argentine XV (équipe réserve nationale), où il prend part à deux rencontres et inscrit notamment un triplé contre le Paraguay, contribuant à la large victoire 146 à 7 de son équipe,.
Il dispute de nouveau deux rencontres à l'été 2022 avec l'Argentine XV contre la Géorgie et le Portugal. Pour les tests de novembre la même année, il figure parmi les 29 sélectionnés, d'un effectif amoindri par les blessures. Retenu par les Highlanders, il est toutefois absent des feuilles de matchs et n'obtient pas sa première cape cette année-là.
À l'été 2023, il dispute un nouveau match d'Argentine XV contre la Namibie, puis il obtient sa première cape, comme titulaire, lors d'un test match contre l'Afrique du Sud, un match de préparation pour la Coupe du monde sans enjeu sportif, mais qui est son unique chance de se distinguer pour obtenir sa place dans l'effectif mondialiste. Michael Cheika, sélectionneur de l'Argentine, l'inclut dans sa liste malgré son inexpérience en compétition, ce qui surprend autant les commentateurs que l'intéressé lui-même.
En ultime test de préparation, il obtient contre l'Espagne sa deuxième cape et ses deux premiers essais internationaux.

## Statistiques

### En sélection nationale
Martín Bogado compte deux capes en équipe d'Argentine, dont 2 en tant que titulaire, depuis sa première sélection le 5 août 2023 face à l'équipe d'Afrique du Sud.